# St. Michael und Laurentius (Herblingen)

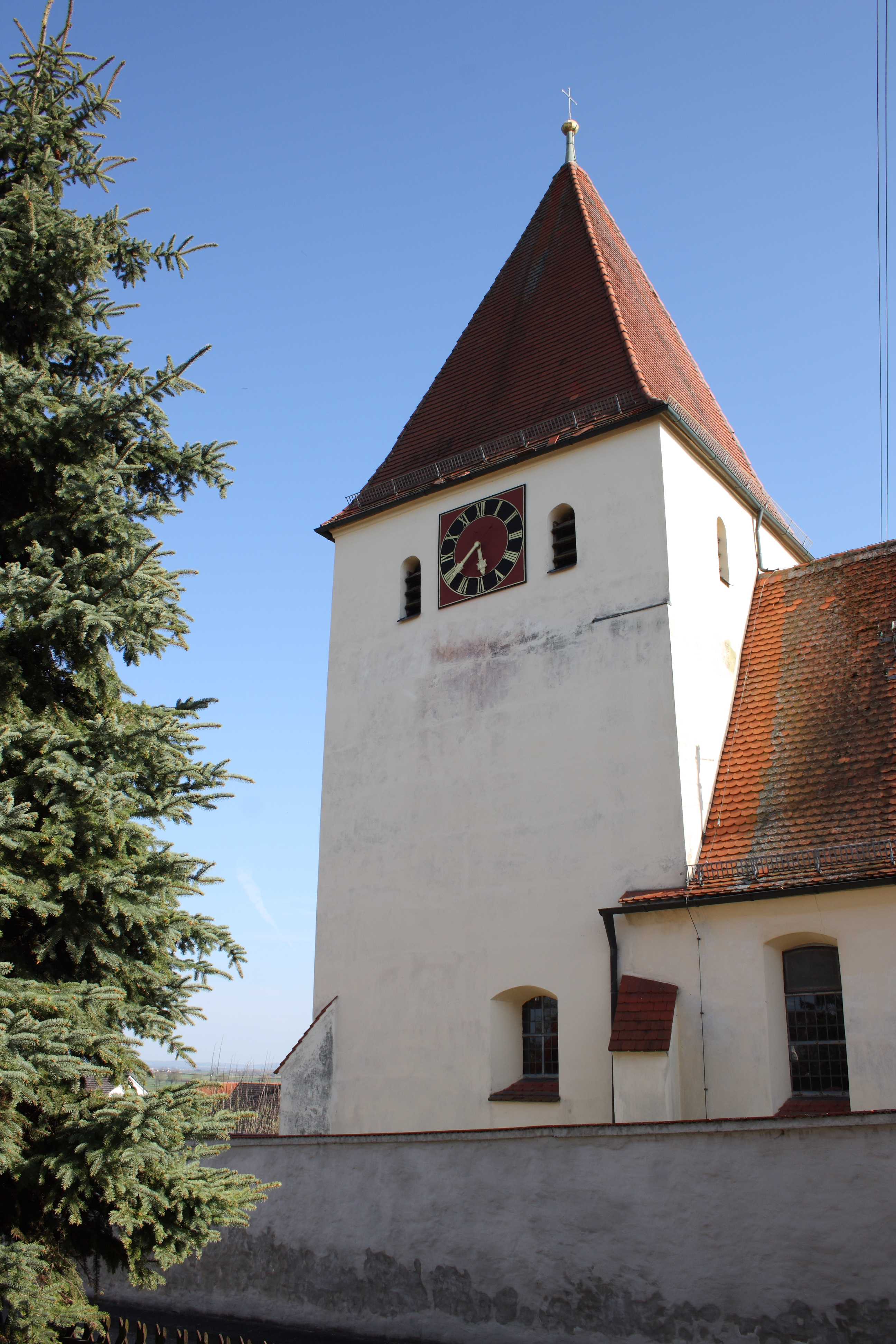
St. Michael und Laurentius in Herblingen

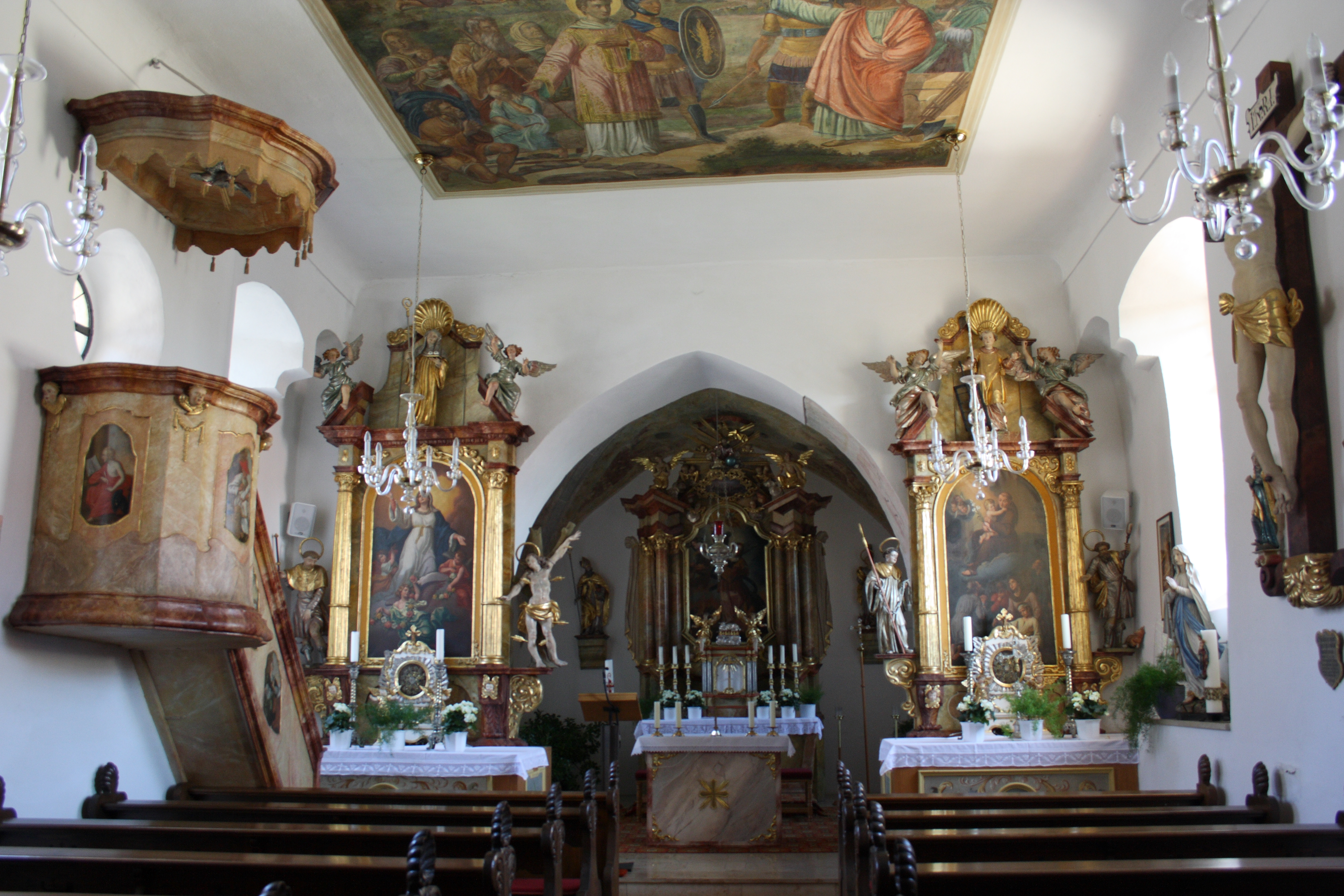
Innenraum

Die römisch-katholische Filialkirche St. Michael und Laurentius steht in Herblingen, einem Gemeindeteil von Fremdingen im schwäbischen Landkreis Donau-Ries von Bayern. Das Bauwerk ist in der Liste der Baudenkmäler in Fremdingen als Baudenkmal unter der Nr. D-7-79-147-19 eingetragen. Die Kirche gehört zum Dekanat Nördlingen des Bistums Augsburg.

## Beschreibung
Die Saalkirche besteht aus einem Langhaus und einem um 1400 gebauten, von Strebepfeilern gestützten Chorturm im Osten, der im frühen 17. Jahrhundert um ein Geschoss aufgestockt wurde, das die Turmuhr und den Glockenstuhl beherbergt, und im 19. Jahrhundert mit einem Zeltdach bedeckt wurde. Die Sakristei befindet sich an der Südwand des querrechteckigen Chors im Erdgeschoss des Chorturms. Die Deckenmalereien im Chor vom Anfang des 15. Jahrhunderts zeigen die Evangelistensymbole. Das barocke Deckengemälde im Langhaus zeigt das Martyrium des heiligen Laurentius. Die Altäre und die Kanzel wurden um 1760/70 gebaut.